# Breakage
Breakage, nome artístico de James Boyle (Slough, Inglaterra, 1982), é um DJ e produtor musical de drum'n'bass e dubstep.